# Regine Berg
Regine Berg (Oostende, 5 oktober 1958) is een voormalige Belgische atlete, die was gespecialiseerd in de middellange afstand. Zij nam tweemaal deel aan de Olympische Spelen en veroverde op twee verschillende onderdelen zeven Belgische titels.

## Biografie
Regine Berg behaalde in 1976 als juniore haar eerste Belgische titel AC op de 400 m. Ze nam in datzelfde jaar op dit nummer ook deel aan de Olympische Spelen in Montreal. In de kwartfinale werd ze zevende en was ze uitgeschakeld. Op de 4 x 400 m estafette maakte ze deel uit van het Belgische kwartet, dat niet verder kwam dan de reeksen, maar desondanks met haar tijd van 3.32,87 het Belgisch record bijstelde.
Vier jaar later op de Olympische Spelen in Moskou behaalde Berg samen met Lea Alaerts, Anne Michel en Rosine Wallez in de nationale recordtijd van 3.30,7 de finale van de 4 x 400 m wel, waarin ze zevende werden.
In 1984 haalde zij bij de Europese indoorkampioenschappen in Göteborg op de 400 m een vierde plaats in 53,41 s. Een jaar later deed ze het op hetzelfde toernooi in Piraeus op dit nummer in 53,15 zelfs nog sneller, maar ditmaal kwam ze er niet verder mee dan een vijfde plaats. Beter verging het haar kort daarvoor op de wereldindoorkampioenschappen, waar ze in 53,81 een zilveren medaille veroverde, haar beste internationale prestatie.
Nadien schakelde Regine Berg over op de 800 m. Ze nam op deze afstand in 1986 deel aan de Europese kampioenschappen in Stuttgart, waar ze in de halve finale uitgeschakeld werd. Een jaar later kwam zij tijdens de Memorial Van Damme met 2.00,43 tot haar beste tijd op dit onderdeel, een Belgische record dat elf jaar overeind zou blijven.

### Clubs
Regine Berg was aangesloten bij Hermes Atletiekclub Oostende en AV Toekomst.

## Belgische kampioenschappen
| Onderdeel | Jaar                         |
| --------- | ---------------------------- |
| 400 m     | 1976, 1983, 1984, 1985, 1986 |
| 800 m     | 1987, 1988                   |

## Persoonlijke records
Outdoor
| Onderdeel | Prestatie       | Datum             | Plaats  |
| --------- | --------------- | ----------------- | ------- |
| 400 m     | 52,29           | 16 juli 1985      | Zug     |
| 800 m     | 2.00,43 (ex-NR) | 11 september 1987 | Brussel |

Indoor
| Onderdeel | Prestatie     | Datum            | Plaats   |
| --------- | ------------- | ---------------- | -------- |
| 400 m     | 53,13 (ex-NR) | 3 maart 1984     | Göteborg |
| 600 m     | 1.29,0 (NR)   | 27 februari 1988 | Vittel   |

## Palmares

### 400 m
- 1975: 5e in series EK junioren U20 in Athene – 56,59 s
- 1976:  BK AC - 53,26 s
- 1976: 7e in ¼ fin. OS in Montreal – 53,14 s
- 1981:  BK AC – 55,25 s
- 1982:  BK AC – 55,05 s
- 1983:  BK AC – 53,48 s
- 1984: 4e EK indoor in Göteborg - 53,41 s
- 1984:  BK AC – 52,41 s
- 1985: 5e EK indoor in Piraeus - 53,15 s
- 1985:  WK indoor in Parijs - 53,81 s
- 1985:  BK AC - 54,04 s
- 1986:  BK AC – 52,50 s

### 800 m
- 1986: 7e in ½ fin. EK in Stuttgart
- 1987:  BK AC – 2.06,48
- 1987: 5e Memorial Van Damme - 2.00,43 (NR)
- 1988:  BK AC – 2.09,10
- 1989: 5e in reeks EK indoor in Den Haag - 2.15,31
- 1990:  BK AC indoor - 2.08,74

### 4 x 400 m
- 1975: 4e EK junioren U20 in Athene - 3.39,2
- 1976: 6e in reeks OS in Montreal – 3.32,87 (NR)
- 1980: 7e OS in Moskou – 3.31,6 (in reeks 3.30,7 = NR)